# Robert-Henri Bautier
Robert-Henri Bautier (* 19. April 1922 in Paris; † 19. Oktober 2010 ebenda) war ein französischer Historiker.
Robert-Henri Bautier studierte ab 1939 an der École nationale des chartes (Sorbonne) und beendete dieses Studium 1943 erfolgreich mit seiner Arbeit L’exercise de la justice publique dans l’Empire carolingien. Anschließend bekam er eine Anstellung als Paläograf am Nationalarchiv.
Als solcher arbeitete er zwischen 1943 und 1944 an der École française in Rom. Zu Kriegsende kehrte Bautier in seine Heimat zurück und bekam eine Anstellung am Centre national de la recherche scientifique (CNRS). Dort arbeitete er bis 1948. Seit 1961 lehrte er als Professor für Urkundenlehre, später Archivistik und Historiographie an der École nationale des chartes. Nach einigen Forschungsprojekten und administrativen Aufgaben an der CNRS betraute man Bautier 1990 dort mit einem Lehrauftrag. Nach zwei Jahren legte er seine Ämter nieder und zog sich ins Privatleben zurück.
Bautier veröffentlichte 1991 eine zusammenfassende Darstellung von den Merowingern und bis zum Ende der Kapetinger. Zu Bautiers Schülern zählt u. a. Jean Dufour. Mit über 88 Jahren starb Bautier am 19. Oktober 2010 in Paris und fand dort auch seine letzte Ruhestätte.

## Ehrungen
- Offizier der Ehrenlegion[1]
- Offizier des Ordre national du Mérite
- Kommandeur des Ordre des Palmes Académiques
- Kommandeur des Ordre des Arts et des Lettres

## Mitgliedschaften
- Académie des Inscriptions et Belles-Lettres (ab 1974)
- Société de l’histoire de France
- Société française d’heraldique et de sigillographique
- Monumenta Germaniae Historica
- Académie royale de Belgique[2]
- Comité des travaux historiques et scientifiques
- British Academy (korrespondierendes Mitglied seit 1987)[3]

## Schriften (Auswahl)
Monographien
- mit Janine Sornay: Les sources de l’histoire économique et sociale du Moyen Âge. 2 (in 5) Bände. CNRS, Paris 1968–2001;
  - 1: Provence, Comtat Venaissin, Dauphiné, États de la Maison de Savoie. Band 1: Archives des principautés territoriales et archives seigneuriales. 1968;
  - 1: Provence, Comtat Venaissin, Dauphiné, États de la Maison de Savoie. Band 2: Archives ecclésiastiques, communales et notariales. Archives des marchands et des particuliers. 1971;
  - 1: Provence, Comtat Venaissin, Dauphiné, États de la Maison de Savoie. Band 3: Mise à jour. Additions et corrections. Index des noms de personne et de lieu. Index des matières. 1974, ISBN 2-222-01747-5;
  - 2: Les États de la Maison de Bourgogne. Band 1: Archives des principautés territoriales. Teil 1: Les principautés du Sud. 2001, ISBN 2-271-05841-4;
  - 2: Les États de la Maison de Bourgogne. Band 1: Archives des principautés territoriales. Teil 1: Les principautés du Nord. 1984, ISBN 2-222-03185-0.
- Les origines de l’abbaye de Bouxières-aux-dames au diocèse de Toul. Reconstitution du chartrier et édition critique des chartes antérieures à 1200 (= Recueil de documents sur l’histoire de Lorraine. 27, ZDB-ID 203707-5). Société d’Archéologie Lorraine, Nancy 1987.
- Chartes, sceaux et chancelleries. Études de diplomatique et de sigillographie médiévales (= Mémoires et Documents de l’École des Chartes. 34). 2 Bände. École des chartes, Paris 1990, ISBN 2-900791-03-0.
- Sur l’histoire économique de la France médiévale. La route, le fleuve, la foire (= Variorum Collected Studies Series. 340). Variorum Books, Aldershot 1991, ISBN 0-86078-293-X.
- Recherches sur l’histoire de la France médièvale. Des Mérovingiens aux premiers Capétiens (= Variorum Collected Studies Series. 351). Variorum Books, Aldershot 1991, ISBN 0-86078-300-6.
- Études sur la France capétienne. De Louis VI. aux fils de Philippe le Bel (= Variorum Collected Studies Series. 359). Variorum Books, Aldershot u. a. 1991, ISBN 0-86078-306-5.
- Commerce méditerranéen et banquiers italiens au Moyen Âge (= Variorum Collected Studies Series. 362). Variorum Books, Aldershot u. a. 1992, ISBN 0-86078-311-1.

Herausgeberschaften
- mit Gillette Labory: Helgaud de Fleury: Vie de Robert le Pieux. Epitoma vitae Regis Robertii Pii. (= Sources d’histoire médiévale. 1, ISSN 0584-1755). CNRS, Paris 1965.
- mit Gillette Labory: André de Fleur: Vie de Gauzlin, abbé de Fleury (= Sources d’histoire médiévale. 2). CNRS, Paris 1969.
- mit Félix Grat, Jacques de Font-Réaulx und Georges Teissier: Recueil des actes de Louis IIe le Bègue, Louis III. et Carloman II, Rois de France (877–884). Klincksieck, Paris 1979.
- La France de Philippe Auguste. Les temps des mutations (= Colloques internationaux. 602). CNRS, Paris 1982, ISBN 2-222-02824-8.
- mit Gloria Avella-Widhalm und Robert Auty: Lexikon des Mittelalters. 10 Bände, München und Zürich 1980–1999.
- mit Anderen: Vocabulaire international de la sigillographie (= Pubblicazioni degli archivi di Stato. Sussidi. 3). Ministero per i Beni Culturali e Ambientali, Rom 1990, ISBN 88-7125-020-6 (Digitalisat).
- mit Anderen: Vocabulaire international de la diplomatique (= Collecció oberta. 28). 2a edición, corregida. Universitat de València, València 1997, ISBN 84-370-2893-0 (online).